# Семенюк, Лидия Лукинична

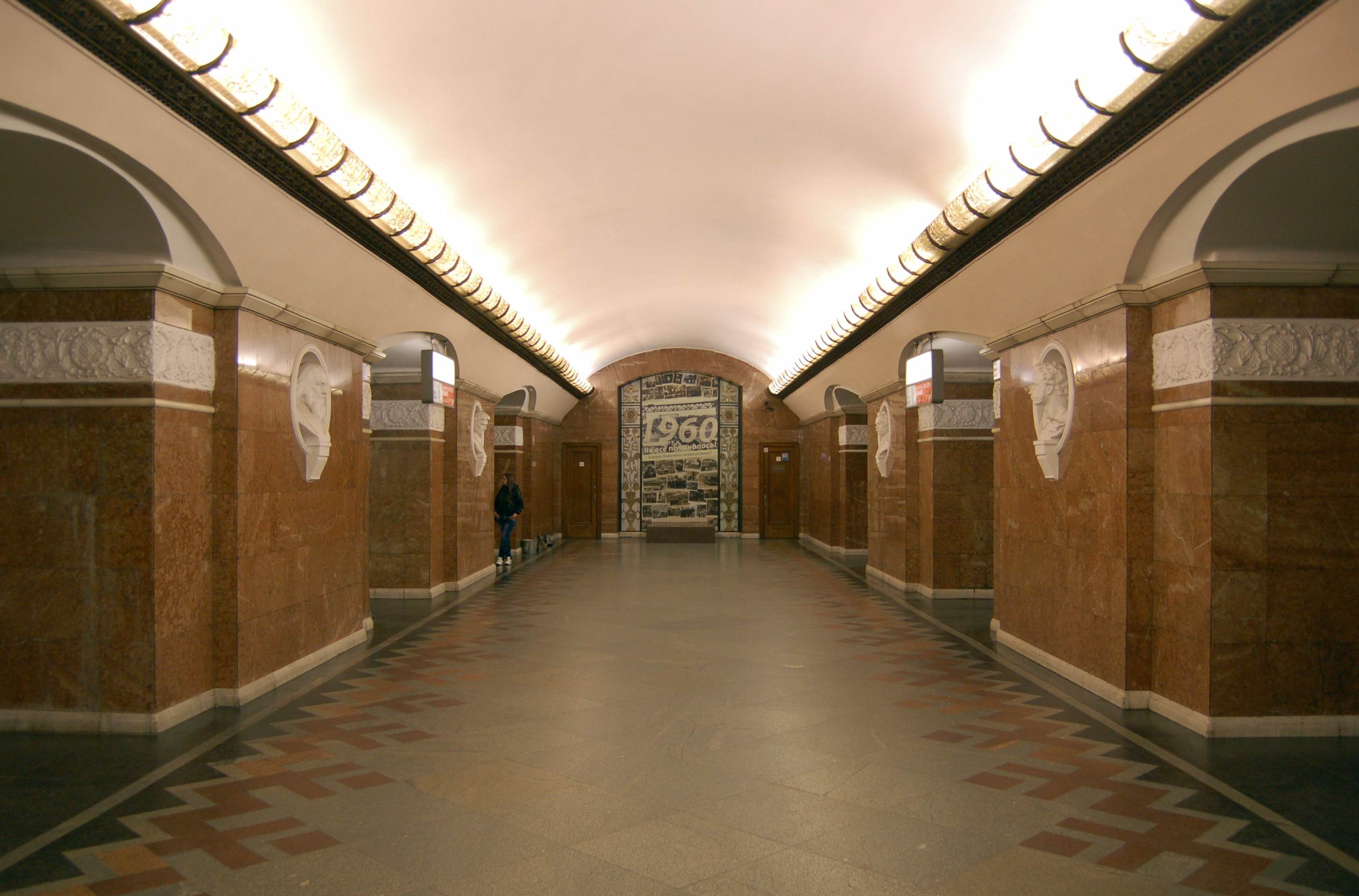
Станция метро «» (1960)

Ли́дия Луки́нична Семеню́к (24 марта 1918, Чернигов — 20 декабря 2001) — советский и украинский архитектор, член Союза архитекторов Украины (1951), лауреат премии Совета Министров СССР (1971).

## Биография
Родилась 24 марта 1918 года в Чернигове, где окончила школу-десятилетку.
В 1935 году поступила на архитектурный факультет Киевского строительного института. В 1941—1944 годах работала в строительных организациях в эвакуации в Бийске, Алтайский край. В 1944 году возвратилась из эвакуации в Киев и продолжила учёбу в Киевском инженерно-строительном институте, который окончила в 1947 году. С 1947 года работала в проектном институте «Киевский облпроект» (с 1955 года — Облгорсельстройпроект, с 1967 года — Укргорстройпроект, с 1971 года — УкрНДИПграждансельстрой) на должностях архитектора, главного архитектора проекта, руководителя архитектурной мастерской.
Умерла 20 декабря 2001 года.

## Творчество
Лидия Семенюк является автором ряда проектов (в составе творческих коллективов):
- дом культуры в Звенигородке (1948);
- кинотеатры в Чернигове и Нежине (1949—1950);
- внутреннее оформление библиотеки ЦК КПУ (1953);
- застройка центральной площади в Переяславе (1954);
- жилые дома в Киеве на Волошской улице (1956) и Воздухофлотском проспекте (1960);
- реконструкция главного корпуса Украинской сельскохозяйственной академии в Киеве (1959);
- станция Киевского метрополитена «Университет» (1960)[1];
- Киевская областная клиническая больница: поликлиника на 1200 посещений, терапевтический и хирургический корпуса (1974—1975, совместно с Т. Д. Елигулашвили);
- экспериментально-показательное село Кодаки Киевской области (1960—1970-е годы);
- застройка центральной площади г. Вышгорода (1979);
- реставрация дендропарка «Александрия» в Белой Церкви (1980) и др.

## Публикации
- Мельников М. М., Семенюк Л. Л. Лучшие сёла Украины: экспериментально-показательное село Кодаки. — М.: Стройиздат, 1975.

## Награды
- Орден «Знак Почёта» (1961);
- премии Совета Министров СССР (1971) — за проект и застройку экспериментально-показательного села Кодаки;
- медали.